# Castelo de Monção

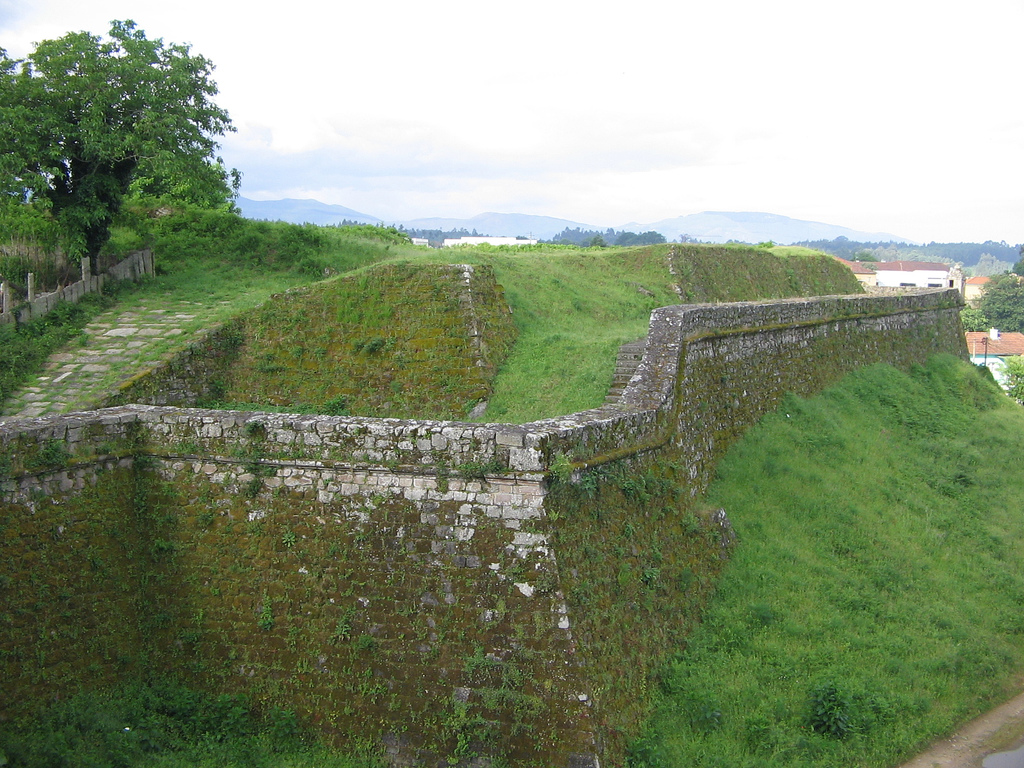
Castelo de Monção, Portugal: muralhas da fortaleza.

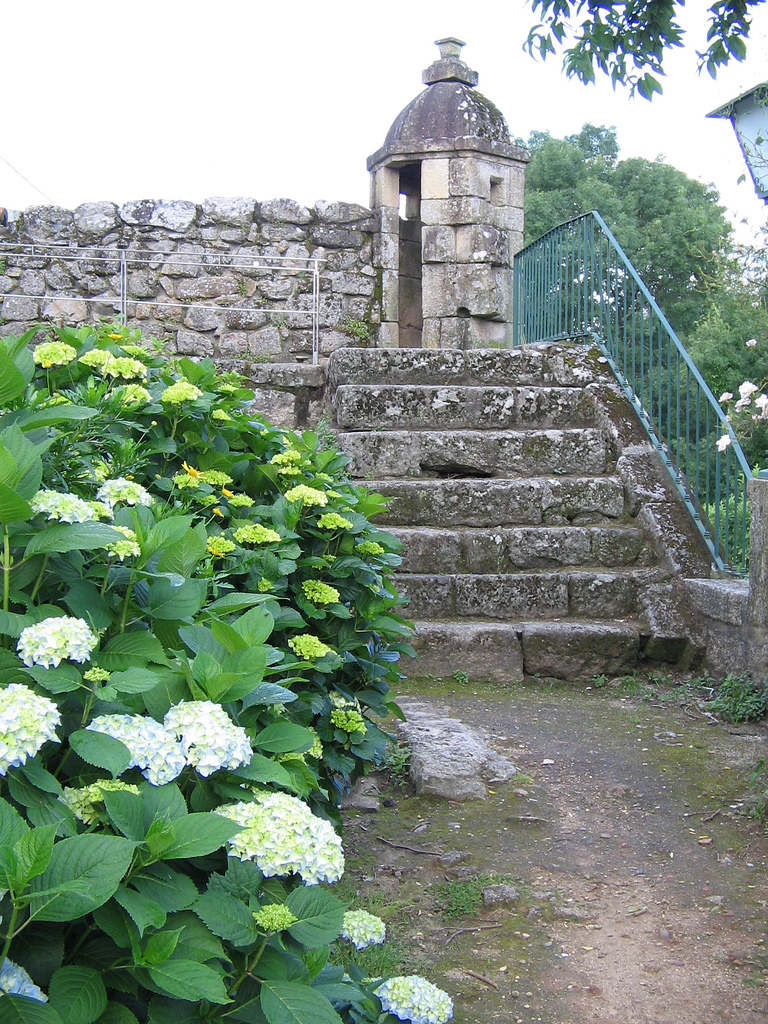
Castelo de Monção: guarita.

O Castelo de Monção, ou Fortaleza de Monção, no Minho, localiza-se na freguesia de Monção e Troviscoso, vila e município de Monção, distrito de Viana do Castelo, em Portugal.
Erguido na margem esquerda, a jusante de Melgaço, tinha como função primitiva defender neste trecho a passagem do rio Minho.
O Castelo de Monção está classificado como Monumento Nacional desde 1910.

## História

### Antecedentes
Alguns autores sustentam que o primitivo sítio de Monção localiza-se numa elevação, a cerca de dois quilômetros a oeste, às margens do rio Minho, onde hoje existe a aldeia de Cortes ou Monção Velha. Trabalhos mais recentes não esclarecem essa possibilidade, antes confirmando que a povoação (e sua defesa) não se encontra referida nos documentos relativos ao reinado de D. Afonso Henriques (1112-1185), levantando a hipótese de que a primeira defesa da povoação remonte ao reinado de D. Sancho I (1185-1211), o que não encontra amparo em testemunhos materiais.

### O castelo medieval
Sob o reinado de D. Afonso III (1248-1279), Monção figura nomeada como vila nas Inquirições de 1258. Por outro lado, o Carta de Foral, passado a 12 de Março de 1261) permite inferir que a povoação foi refundada ("...facio quandam populatianem in cauto de Maazedo e impono ei de novo nomen Monzon."). Uma vez mais, este texto permite inferir que a vila já estaria fortificada, ao referir os miles de Monçom, o que também é questionado por alguns estudiosos, sob o argumento da escassez demográfica da região à época.
Os que defendem o argumento da inexistência da fortificação sob D. Afonso III, aceitam ter sido D. Dinis (1279-1325) o responsável pela ereção do Castelo de Monção (1306), apoiados em Rui de Pina, que assim o afirmou em sua crónica. Por esta altura, a vila recebeu Carta de Feira e foram iniciadas as obras da Igreja Matriz. O desenvolvimento econômico e demográfico fez prosperar a povoação, de tal modo que, sob o reinado de D. Fernando (1367-1383), entrando este em guerra com Henrique II de Castela, as forças castelhanas invadiram o reino de Portugal, vindo a sitiar Monção (1369).
Com a morte de D. Fernando, ao se instaurar a crise de 1383-1385, os homens bons de Vila Nova de Cerveira, Caminha e Monção enviaram mensagens ao Condestável D. Nuno Álvares Pereira, declarando-se verdadeiros portugueses e entregando-lhe voluntariamente essas povoações e seus castelos. Em algum momento do século XV, provavelmente sob o reinado de D. João I (1385-1433), o castelo foi dotado de uma couraça envolvente.
Sob o reinado de D. Manuel I (1495-1521), a povoação e seu castelo encontram-se figurados por Duarte de Armas (Livro das Fortalezas, c. 1509).

### Da Guerra da Restauração aos nossos dias
No contexto da Guerra da Restauração da independência portuguesa, tornou-se imperativa a modernização das defesas da vila, que então foi convertida em uma fortaleza de planta poligonal abaluartada. Iniciadas em 1656, com projeto do engenheiro militar francês Miguel de L'Ècole, sob a direção do mestre João Alves do Rego, estas defesas, adaptadas aos tiros da artilharia, resistiram denodadamente de Outubro de 1658 a 7 de Fevereiro de 1659, quando a exaurida guarnição finalmente pediu a rendição.
Encontra-se classificado como Monumento Nacional por Decreto publicado em 23 de Outubro de 1910.

## Características
O conjunto apresenta planta no formato circular, no estilo gótico, envolvendo a vila medieval. Nos muros rasgavam-se apenas duas portas, a principal defendida pela Torre de Menagem, abrindo-se para o terreiro onde era realizada a feira. A porta da traição, de menores dimensões, dava para zona ribeirinha.
A fortificação erguida no século XVII, embora erguida de raiz, integrou as muralhas medievais, reformulando-as, dado o crescimento da vila. Desse modo, foram erguidos nove baluartes e cinco portas, mantendo-se amplas áreas não edificadas, facilitando o movimento de tropas e de artilharia.

## A lenda de Deuladeu Martins
O castelo celebrizou-se durante as campanhas movidas por D. Fernando contra Castela, as chamadas Guerras fernandinas. Conta a tradição que estando o castelo cercado em 1369, Deu-la-deu Martins, esposa do alcaide, recorreu à última reserva de farinha dos defensores para fazer pão, que lançou por sobre os muros sobre os sitiantes. Estes, compreendendo que a praça estava bem suprida de víveres, o que prolongaria em demasia o assédio, levantaram o cerco e retiraram-se. O feito é recordado no brasão de armas da vila, onde se destaca, no alto de uma torre ameada, uma mulher a meio corpo exibindo um pão em cada mão.